# Софиевка (Львов)
Софи́евка — местность во Львове (Украина), расположенная на границе Галицкого и Сыховского административных районов Львова. Софиевка находится между улицами Стрыйской, П. Мирного, Ярославенко, Дибровной и Свенцицкого; через местность проходит также улица Ивана Франко. Название получила по католическому костёлу святой Софии, который здесь был основан в 1594 году на средства мещанки Софии Ганль.
Активная перестройка района началась в середине XIX века. Архитектор Флориан Ондерка заложил здесь публичный парк (ныне — сквер за костёлом святой Софии), который пользовался популярностью у львовян. Архитекторы Зальцман и Шмидт построили несколько вилл, которые до наших дней не сохранились. Настоящий расцвет Софиевка переживала с конца XIX века, когда городской садовник Арнольд Реринг, используя естественный ландшафт, создал на взгорье Софиевки Стрыйский парк. Весной в 1894 году через Софиевку пролегла первая линия электрического трамвая во Львове.
В конце XIX века здесь поселились украинский писатель Иван Франко и историк Михаил Грушевский.
В Софиевке находятся Консульство Республики Польша во Львове и Львовская Академия искусств, памятники художнику Ивану Трушу и Львову, как городу где состоялся первый на Украине футбольный матч (в Стрыйском парке).
|                                                                   |  |                                                     |  |                                        |
| Бывший католический костёл Софии (ныне церковь святой Софии УГКЦ) |  | Здание Львовской академии дизайна в Стрыйском парке |  | Вилла историка Грушевского, ныне музей |